# Робот-поліцейський 2
«Робот-поліцейський 2» (англ. RoboCop 2) — американський фантастичний бойовик режисера Ірвіна Кершнера, що є продовженням культового фільму «Робот-поліцейський» 1987 року. Знятий в жанрі фантастичного екшену з ухилом в кіберпанк. Бюджет — 14 млн дол. Загальні касові збори склали 45,7 млн дол.

## Сюжет
Фільм починається рекламою і новинами світу майбутнього. Поліція Детройта масово страйкує з причини урізання зарплат корпорацією OCP. В цей час тільки Робокоп бореться зі злочинцями, які повсюдно сіють безлад. Окрім того поширюється новий і винятково сильний наркотик «Ньюк», який поширює наркобарон Кейн. Детройт опиняється в скруті, OCP збирається купити все місто і, отже, повністю заволодіти ним.
Робота над заміною Робокопу, Робокопом-2, тим часом стоїть на місці. Всі піддослідні або вбивають персонал, або вчиняють самогубство. Психолог доктор Джульєтт Факс припускає, що перший Робокоп був успішним через тверді прижиттєві моральні якості.
Під час розкриття лабораторії з виробництва «Ньюку» Робокоп бачить хлопчика-злочинця Хоба, що пробуджує спогади про власного сина і дружину. Робокоп намагається дати їм знати, що він, Алекс Мерфі, живий. Проте Джульєтт Факс переконує його не робити цього. Мерфі при зустрічі з дружиною говорить їй, що є роботом, в основу якого покладено Алекса.
У пошуках Кейна Робокоп дізнається від продажного поліцейського Даффі де переховується Кейн. На місці він потрапляє в пастку. Банда Кейна знерухомлює поліцейського електромагнітом, розпилює його на частини і викидає перед відділком поліції. Кейн тим часом дізнається, що це Даффі видав його, і болісно страчує. OCP відмовляються лагодити Робокопа, посилаючись на дороговизну, але все ж ремонт відбувається. Рада директорів корпорації збирається створити нового кіборга і вводить в програму Робокопа обмеження, які роблять його неадекватно законослухняним. Він не в змозі затримати злочинців та «затримує» трупів. Робокоп відчуває неполадки, тому пропускає через себе розряд струму з трансформатора, щоб стерти зміни програми і повернути працездатність.
Робокоп ранить Кейна, після чого хлопчик Хоб стає новим наркобароном. Він пропонує меру Детройта покрити борги перед OCP за дозвіл безперешкодно поширювати наркотики. Доктор Факс переконує керівництво OCP, що Кейн є найкращим кандидатом на Робокопа-2, оскільки слухатиметься їх за дозу «Ньюку». Мозок Кейна видаляють і пересаджують в робота. Він вривається в лігво наркомафії, яку сам очолював, і розстрілює присутніх, в тому числі Хоба.
На презентації OCP представляє Робокопа-2. Коли глава корпорації демонструє капсулу з наркотиком, Робокоп-2 виходить з-під контролю та влаштовує бійню. Робокоп здогадується як його премогти — Робокопу-2 дають дозу наркотику. Той опиняється в стані ейфорії, і Робокоп легко його перемагає, вирвавши мозок Кейна з механічного тіла.
Керівники OCP домовляються покласти вину на Джульєтт Факс. Напарниця Робокопа констатує, що корпорація і цього разу уникнула відповідальності. Робокоп на це говорить чекати, адже вони всі «лише люди».

## У ролях
| Актор               | Роль                        |
| ------------------- | --------------------------- |
| Пітер Веллер        | Робокоп                     |
| Ненсі Аллен         | Енн Льюїс                   |
| Ден О'Херліхі       | старик                      |
| Том Нунен           | Кейн                        |
| Белінда Бауер       | доктор Джульєтт Факс        |
| Гебріель Деймон     | Хоб                         |
| Джон Гловер         | людина у рекламі Магновольт |
| Маріо Мачадо        | Кейсі Вонг                  |
| Ліза Гіббонс        | Джесс Перкінс               |
| Джон Інгл           | начальник медичної служби   |
| Роджер Аарон Браун  | Віттакер                    |
| Марк Ролстон        | Стеф                        |
| Ліла Фінн           | бездомна жінка              |
| Джон Хетлі          | крадій гаманця              |
| Гейдж Таррант       | повія                       |
| Томас Розалес мол.  | Чет                         |
| Брендон Сміт        | Флінт                       |
| Воллас Мерк         | власник магазину зброї      |
| Майкл Медейрос      | Кетзо                       |
| Галін Горг          | Енджі                       |
| Лінда Томпсон       | мати з дитиною              |
| Лілі Чен            | відчайдушна жінка           |
| Клінтон Остін Ширлі | Джиммі Мерфі                |
| Енджи Боллінг       | Елен Мерфі                  |
| Джефф МакКарті      | Холзганг                    |
| Кен Лернер          | Делані                      |
| Мартін Казелла      | Яппі                        |
| Віллард Е. Паг      | Мер Кюзак                   |
| Філ Рубенштейн      | Поулос                      |
| Фелтон Перрі        | Дональд Джонсон             |
| Джон Дуліттл        | доктор Шенк                 |
| Роберт Дукуй        | сержант Рід                 |
| Річард Рейс         | злий громадянин             |
| Чарльз Бейлі        | злий громадянин             |

| Актор              | Роль                         |
| ------------------ | ---------------------------- |
| Джо Перкінс        | злий громадянин              |
| Ерік Корд          | злий громадянин              |
| Стівен Лі          | Даффі                        |
| Ерік Гленн         | поранений поліцейський       |
| Джордж Чунг        | Джайлет                      |
| Ванда Де Хесус     | Естевес                      |
| Ці Ма              | Тек Акіта                    |
| Гарі Баллок        | найманий доктор              |
| Ед Гелдарт         | власник магазину електроніки |
| Девід Двайер       | тренер                       |
| Адам Фарайзл       | хлопчик з команди            |
| Джастін Зейднер    | Брет                         |
| Білл Болендер      | таксист                      |
| Вейн Діхарт        | торговець                    |
| Фабіана Уденіо     | дівчина у кремі для засмаги  |
| Сінтія Маккей      | хірург                       |
| Джеймс МакКуін     | доктор Велтман               |
| Йогі Бейрд         | акробат                      |
| Джеррі Нельсон     | Даррен Томас                 |
| Майкл Веллер       | OCP охоронець 1              |
| Вуді Вотсон        | OCP охоронець 2              |
| Рутерфорд Крейвенс | репортер 1                   |
| Кріс Куінтен       | репортер 2                   |
| Тімоті М. Барлоу   | газетний репортер            |
| Гарольд Барнс      | Bad Brad                     |
| Патріція Шарбонно  | технік                       |
| Френкі Коронадо    | наркоман                     |
| Роберт Ламберт     | малюк у аркади               |
| Кейт Льюіс         | OCP поліцейський             |
| Френк Міллер       | Франк, хімік                 |
| Рендолл Олівер     | OCP поліцейський             |
| Френк Пейдж        | чиновник                     |
| Джиммі Рей Пікенс  | поліцейський                 |
| Джон Шеер          | медик                        |

## Українське закадрове озвучення
- Старе багатоголосе закадрове озвучення студії «Так Треба Продакшн» на замовлення телекомпанії «Інтер» (2005). Ролі озвучували: Анатолій Зіновенко, Олег Стальчук, Володимир Терещук та Олена Бліннікова.
- Нове багатоголосе закадрове озвучення студії «Так Треба Продакшн» на замовлення телекомпанії «ICTV» (2013). Ролі озвучували: Анатолій Пашнін, Олег Стальчук, Олена Бліннікова та Світлана Шекера.

## Знімальна група
- Режисер — Ірвін Кершнер
- Сценарист — Френк Міллер, Вейлон Грін, Едвард Ноймайєр
- Продюсер — Джон Девісон, Джейн Бартелм, Патрік Краулі
- Композитор — Леонард Розенман

## Цікаві факти
- Режисер Ірвін Кершнер замінив Тіма Хантера, який вибув з проекту під час підготовчого періоду з причини творчі розбіжності.
- Постановка пропонувалася норвезькому режисерові Нільса Гаупа, але той від неї відмовився.
- Незважаючи на те що сценарій Френка Міллера дуже подобався продюсерам, вони незабаром зрозуміли, що зняти за ним фільм майже неможливо. Тому він був значно перероблений; його остаточна версія має мало спільного з авторською концепцією Міллера. У 2003 році за сценарієм Міллера був створений комікс під назвою «Робот-поліцейський Френка Міллера».

## Саундтрек
| Список треків | Список треків          | Список треків |
| #             | Назва                  | Тривалість    |
| ------------- | ---------------------- | ------------- |
| 1.            | «Overture»             | 6:05          |
| 2.            | «City Mayhem»          | 3:38          |
| 3.            | «Happier Days»         | 1:30          |
| 4.            | «Robo Cruiser»         | 4:41          |
| 5.            | «Robo Memories»        | 2:09          |
| 6.            | «Robo and Nuke»        | 2:24          |
| 7.            | «Robo Fanfare»         | 0:34          |
| 8.            | «Robo and Cain Chase»  | 2:43          |
| 9.            | «Creating the Monster» | 2:50          |
| 10.           | «Robo I vs. Robo II»   | 3:41          |
| 30:15         |                        |               |